# Jimena Canales
Pour les articles homonymes, voir Canales (homonymie).
Jimena Canales est une historienne mexicano-américaine, spécialiste de l'histoire de la modernité. Elle est auteure de The Physicist and the Philosopher: Einstein, Bergson and the Debate that Changed Our Understanding of Time et A Tenth of a Second: A History. Canales est diplômée en physique de l'Instituto Tecnológico de Estudios Superiores de Monterrey et obtient sa maîtrise et son doctorat en histoire des sciences à l'université Harvard.
En 2004, elle travaille comme professeure adjointe au Département d'histoire des sciences à l'université Harvard. En 2013, elle est promue professeure agrégée. Cette même année, elle reçoit le titre de « Thomas M. Siebel de l'histoire des sciences », à l'université de l'Illinois à Urbana-Champaign.
Canales collabore avec le philosophe Bruno Latour, l'artiste Olafur Eliasson et le cosmologue Lee Smolin. Son travail est présenté au Centre Georges Pompidou, au Musée d'Art Moderne de San Francisco (SFMOMA), et à la 11e Biennale de Shanghai.

## Reconnaissance
- Meilleurs livres de Science, 2015[4]
- Independent's Top Reads de 2015[5]
- Science Friday’s Best Science Books de 2015[6]
- University of Chicago Press Bevington Prize (2008)[7]

## Livres at autres documents notables
- (en) (2011) The Physicist and the Philosopher: Einstein, Bergson and the Debate that Changed Our Understanding of Time
- (en) (2016) A Tenth of a Second: A History[8]
- (en) (2020) Bedeviled: A Shadow History of Demons in Science, Princeton University Press,  (ISBN 978-0691175324)
- (en) (2021) Simply Einstein, NY: Simply Charly publ.  (ISBN 9781943657452)